# Törpepalkások
A törpepalkások (Nanocyperenion (Koch 1926) Borhidi 2003 comb. nova hoc loco) Borhidi Attila szerint az atlanti-boreális tóparti gyepek (Isoëto-Litorelletea Br.-Bl. & Vlieger, 1937)  társulástani osztályába sorolt törpekákagyepek (Nanocyperion)  társulástani csoportjának egyik alcsoportja. Az így összevont társulások rokonságát Európa más részein is elismerik, de a taxont (főleg hazánktól északra, például Szlovákiában) önálló társulástani csoportnak tartják.
A törpekákagyepek rendszertani felosztása nem egyértelmű; erre a különböző szerzők több párhuzamos megoldást dolgoztak ki. A szemléleti különbségek fő oka Borhidi Attila szerint az a vízi és a vízparti társulásokra is igaz, általános szabály, hogy hűvösebb klímában a fajok ökológiai valenciája csökken, jelző szerepük pedig ezzel arányosan nő.

## Elterjedésük, előfordulásuk
Az alcsoport magyarországi előfordulására nincs bizonyított adat.

## Társulásaik
Az alcsoport (csoport)két legismertebb társulása:
- Cypereto flavescentis W. Koch ex Aichinger 1933
- Samolo-Cyperetum fuscae Müller-Stoll & Pietsch 1985

```
(magyar neve egyiknek sem ismert).
```